# Harvey Pekar
Harvey Lawrence Pekar (Cleveland, 8 ottobre 1939 – Cleveland Heights, 12 luglio 2010) è stato un fumettista underground statunitense, conosciuto specialmente per la serie autobiografica American Splendor. La serie ha ispirato un omonimo film del 2003.

## Biografia
Pekar nacque a Cleveland, nell'Ohio, l'8 ottobre del 1939, primogenito dei due figli di Saul e Dora Pekar, ambedue ebrei polacchi originari di Białystok. Il padre possedeva un alimentari in Kinsman Avenue, e viveva con la sua famiglia negli appartamenti sopra il negozio.
Harvey si è diplomato alla Shaker Height High School nel 1957, ha frequentato poi la Case Western Reserve University, lasciandola però dopo un anno. Ha prestato servizio militare nella marina americana, e dopo il congedo, tornato a Cleveland, ha lavorato saltuariamente prima di essere assunto come archivista al Veteran Administration Hospital di Cleveland. Ha mantenuto questo impiego anche quando raggiunse la notorietà, andando in pensione nel 2001.

## Carriera

### American Splendor
Pekar conosceva Robert Crumb, artista simbolo del fumetto underground americano. Con il suo appoggio diede vita alla serie a fumetti American Splendor, fumetto autoprodotto che traeva spunto dalla vita ordinaria dello stesso Pekar. 
Crumb e Pekar avevano in comune una passione per il jazz e si frequentavano quando Crumb risiedeva a Cleveland nella metà degli anni sessanta e fu lo stesso Crumb a mostrare a Pekar le possibilità narrative del fumetto. "I fumetti possono fare tutto quello che fanno i film, e voglio farne parte" disse. Attese una decina d'anni ma poi Pekar abbozzò alcune storie e le mostrò a Crumb e a Robert Armstrong che, colpiti dal lavoro di Harvey, si offrirono di illustrarle. Così la prima storia di Pekar, Crazy Ed, finì sulla rivista The People's Comics di Robert Crumb e lo stesso Crumb fu il primo ad illustrare le tavole di American Splendor. Il fumetto descrive la vita quotidiana nel quartiere nativo di Pekar a Cleveland. La prima uscita di American Splendor risale al 1976.
Tra gli artisti che hanno collaborato ad American Splendor figurano Robert Crumb, Gary Dumm, Greg Budgett, Spain Rodriguez, Joe Zabel, Gerry Shamray, Frank Stack, Mark Zingarelli, e Joe Sacco. 
Dai primi anni duemila, ha collaborato regolarmente con Dean Haspiel e Josh Neufeld. 
Altri autori che hanno collaborato con lui sono Jim Woodring, Chester Brown, Alison Bechdel, Gilbert Hernandez, Eddie Campbell, David Collier, Drew Friedman, Ho Che Anderson, Rick Geary, Ed Piskor, Hunt Emerson, Bob Fingerman, Alex Wald, Alan Moore e la moglie Joyce Brabner.
In Italia American Splendor è distribuito da Planeta DeAgostini.

### Altri lavori e collaborazioni
Nell'ottobre del 2005 la Vertigo pubblica The Quitter, illustrato da Dean Haspiel. Il libro descrive l'infanzia di Pekar. Nel 2006 pubblica un libro su Micheal Malice intitolato Ego & Hubris: The Michael Malice Story. Nel 2009 esce The Beats, una storia sulla Beat Generation con riferimenti a Jack Kerouac e Allen Ginsberg, illustrati da Ed Piskor.
Il 2010 vede la nascita di un webcomic The Pekar Project creato in collaborazione con il magazine online Smith .

## Riconoscimenti
- 1987: American Book Awards per The New American Splendor Anthology: From Off the Streets of Cleveland[1]
- 1995: Harvey Award Best Graphic Album of Original Work per Our Cancer Year